# Künstlerkolonie Jirye
Die Künstlerkolonie Jirye in Andong, Provinz Gyeongsangbuk-do, Südkorea, wurde von dem koreanischen Dichter Kim Won-gil gegründet. Als er erfuhr, dass sein Heimatdorf wegen eines Staudammes geflutet werden sollte, rettete er ein Ensemble alter Häuser aus dem 17. Jahrhundert vor der Vernichtung. In Andong wurden sie neu aufgestellt. Dort ist ein lebendiges Künstlerdorf entstanden.